# ایر برای سازهای زهی در ر ماژور
ایر برای سازهای زهی در ر ماژور یک قطعه ارائه شده برای ارکستر سوئیت شماره ۳ باخ در ر ماژور است که تنظیم آن توسط آوگوست ویلهلمی انجام گرفت. ایر (موسیقی) سبکی از موسیقی بر پایهٔ فولکلور و اجراهای سازنده می‌باشد. نسخه اصل این قطعه توسط باخ در نیمه اول قرن ۱۸ تصنیف شده‌است.
در اواخر قرن نوزدهم ویولونیست آوگوست ویلهلمی این قطعه را در دو ماژور بازنویسی کرد. به مرور زمان، قطعه در حالت دو ماژور طرفداران بیشتری از قطعه در ر ماژور پیدا کرد.